# ミドルタウン (ロードアイランド州)
ミドルタウン（英: Middletown）は、アメリカ合衆国ロードアイランド州のニューポート郡にある町。人口は1万7075人（2020年）。アクィドネック島上でポーツマスの南、ニューポートの北に位置しており、そのことから「ミドルタウン」（中央の町）という町名が付いた。

## 歴史
18世紀前半、不公平な課税と増え続ける人口など様々な問題を抱えて、ニューポートの北部に住んでいた自由保有権者が植民地議会に町としての独立を請願することになった。その結果、現在ミドルタウンとなっている土地が1731年にニューポートから分離し、1743年には町として法人化された。
1980年代、ミドルタウンの町中を通るイーストメイン道路とウェストメイン道路の大部分が商業化され始め、1990年代後半までにこの地域はアクィドネック島の中心的事業地区になってきた。

## 地理

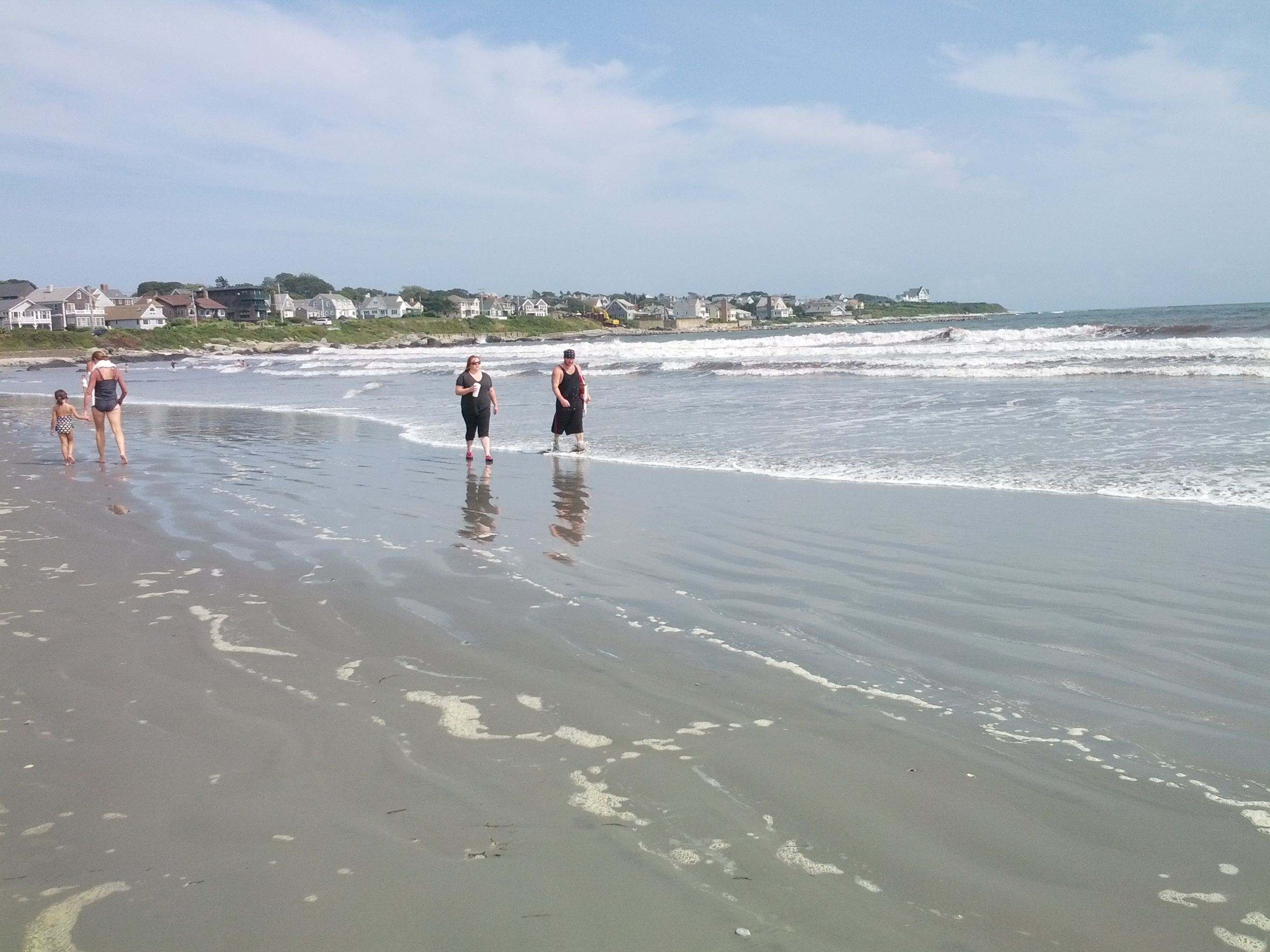
ミドルタウンの第一海浜

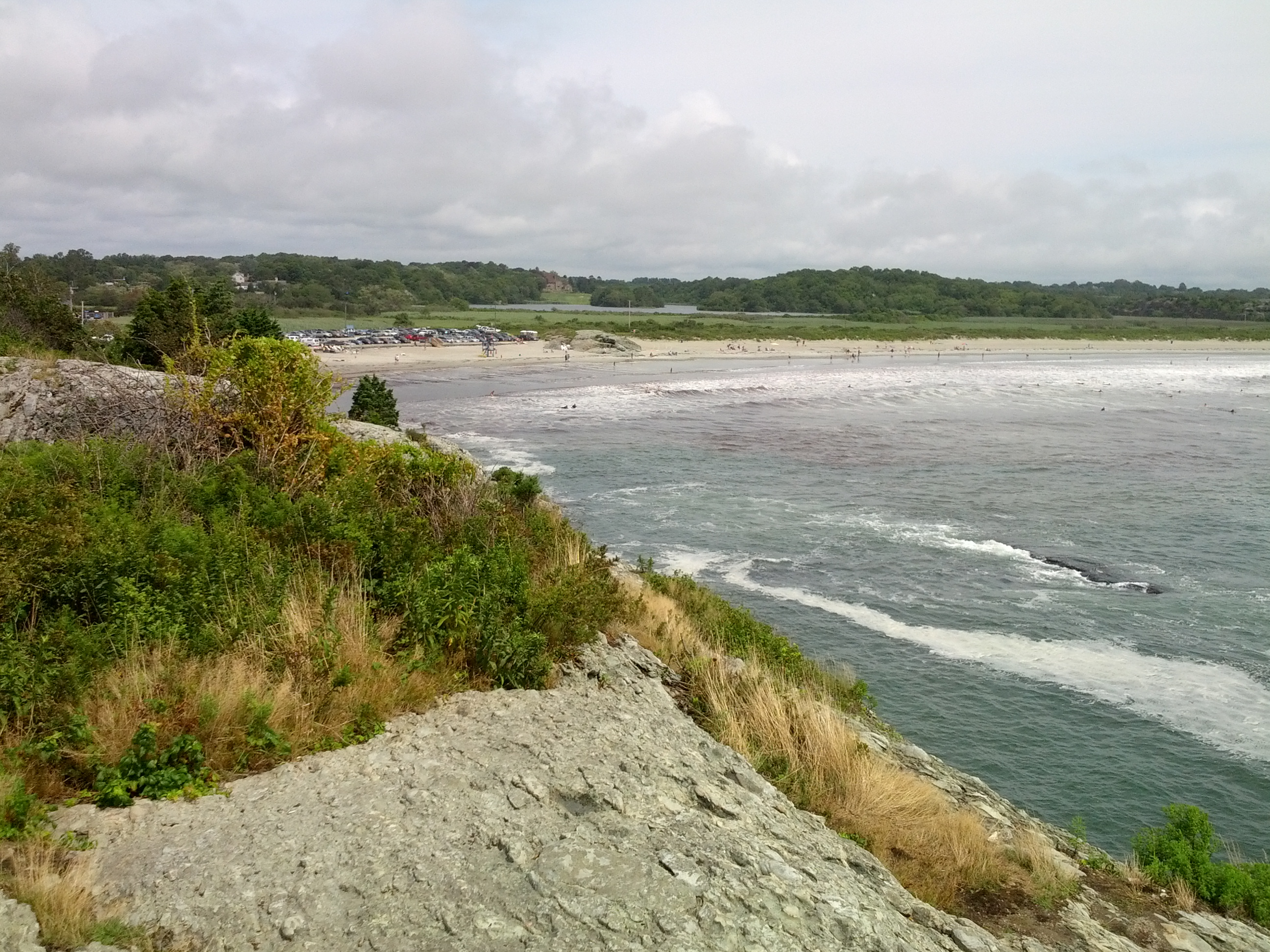
ミドルタウンの第二海浜

アメリカ合衆国国勢調査局に拠れば、市域全面積は14.9平方マイル (38.7 km2)であり、このうち陸地13.0平方マイル (33.6 km2)、水域は2.0平方マイル (5.1 km2)で水域率は13.18%である。ミドルタウンはアクィドネック島の「農業社会」として知られていた。今日、開発された土地の大半は町の西部にあり、田園部が残る部分は主に東部にある。町内には幾つかの海浜がある。

## 町政府
ミドルタウンは、町全体を選挙区に党派選挙で選ばれる7人の委員で構成される町政委員会が統治している。行政権は指名される町管理官に与えられる。党派選挙に拠らない教育委員会の委員も選出している。
連邦議会下院ではロードアイランド州第1選挙区に属している。2015年時点で民主党議員を選出している。州議会では上院1人、下院3人の選挙区に入っている。上院第12選挙区はニューポート、リトルコンプトン、ティバートンの一部を含んでおり、2015年時点で民主党議員を選んでいる。下院は第72、第73、および第74選挙区に入っている。第72選挙区はニューポートとポーツマスの一部も含んでおり、2015年時点で共和党議員を選んでいる。第73選挙区はほとんどがニューポートであり、民主党議員を選んでいる。第74選挙区はミドルタウンとジェームズタウンで構成されており、民主党議員を選んでいる。

## 人口動態
以下は2000年の国勢調査による人口統計データである。
| 基礎データ - 人口: 17,334 人 - 世帯数: 6,993 世帯 - 家族数: 4,643 家族 - 人口密度: 515.6人/km2（1,335.4 人/mi2） - 住居数: 7,603 軒 - 住居密度: 226.2軒/km2（585.7 軒/mi2） 人種別人口構成 - 白人: 89.12% - アフリカン・アメリカン: 2.72% - ネイティブ・アメリカン: 2.36% - アジア人: 1.18% - 太平洋諸島系: 1.11% - その他の人種: 1.07% - 混血: 2.43% - ヒスパニック・ラテン系: 2.93% | 年齢別人口構成 - 18歳未満: 25.0% - 18-24歳: 6.6% - 25-44歳: 30.9% - 45-64歳: 22.6% - 65歳以上: 14.9% - 年齢の中央値: 38歳 - 性比（女性100人あたり男性の人口） - 総人口: 94.8 - 18歳以上: 89.7 世帯と家族（対世帯数） - 18歳未満の子供がいる: 32.9% - 結婚・同居している夫婦: 53.9% - 未婚・離婚・死別女性が世帯主: 9.8% - 非家族世帯: 33.6% - 単身世帯: 28.7% - 65歳以上の老人1人暮らし: 10.9% - 平均構成人数 - 世帯: 2.43人 - 家族: 3.01人 | 収入と家計 - 収入の中央値 - 世帯: 51,075米ドル - 家族: 57,322米ドル - 性別 - 男性: 41,778米ドル - 女性: 27,229米ドル - 人口1人あたり収入: 25,857米ドル - 貧困線以下 - 対人口: 5.0% - 対家族数: 3.7% - 18歳未満: 6.2% - 65歳以上: 4.7% |

## 交通
一般用途向け公共空港であり、アクィドネック島では唯一の空港であるニューポート州営空港がミドルタウンの町にある。
ウェストメイン道路（ロードアイランド州道114号線）とイーストメイン道路（ロードアイランド州道138号線）がミドルタウンを南北に通る幹線道である。

## スポーツ
ミドルタウンにはセントコロンバズ・クリケットクラブがあり、毎年ニューイングランド地域にあるチームを集めてクリケット選手権を開催している。ニューポート・ナショナル・ゴルフクラブがミドルタウンにある。ミドルタウン・アイランダーズというホッケー、フットボール、野球、バレーボールｄ、ラクロスのチームがある。ニューイングランドの他の多くの都市と共にポップ・ワーナー・フットボール・アンド・チアリーディングに入っている。

## 教育
2009年9月時点で、ミドルタウン公共教育学区は幼稚園前から12年生までを教える4つの学校がある。アクィドネック小学校（幼稚園前から3年生）、フォレストアベニュー小学校（幼稚園から3年生）、ジョセフ・H・ゴーデット中学校（4年生から8年生）、ミドルタウン高校（9年生から12年生）である。2009年9月から4年生は全てジョセフ・H・ゴーデット中学校に通うことになった。以前にあったジョン・F・ケネディ小学校は予算カットのために2008年から2009年の教育年度で閉鎖された。町内の私立学校はオールセインツ・アカデミー（幼稚園から8年生）とセントジョージズ学校（9年生から12年生）がある。

## 歴史的な場所
- ボイズ風車、1810年建設
- ベイリー農園、1838年建設

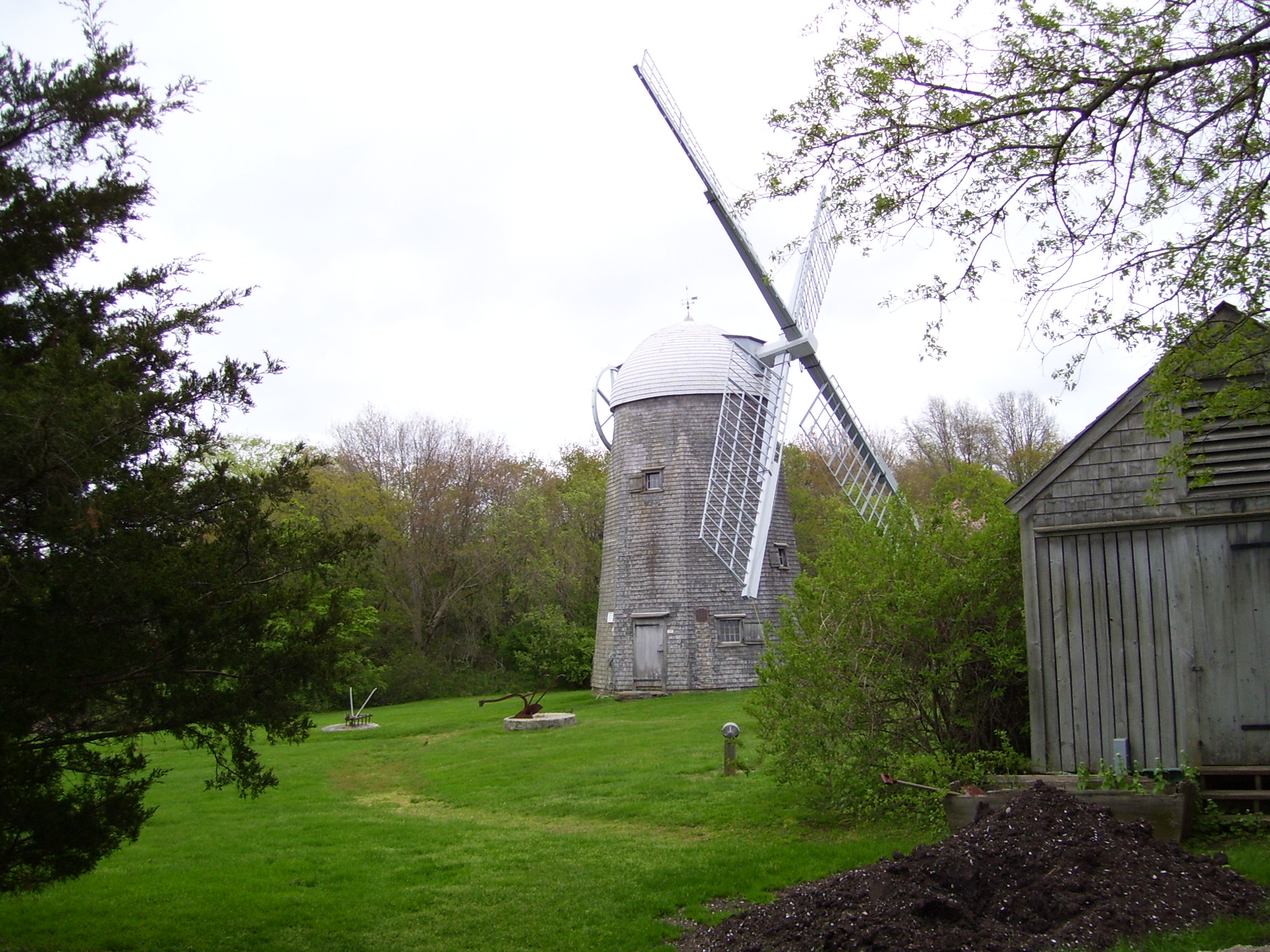
プレスコット農園の風車、1811頃建設

- クラムベイク・クラブ・オブ・ニューポート、1895年建設
- ガーディナー・ポンド貝塚
- ハミルトン・ホッピン邸、1856年建設
- ライマン・C・ジョセフ邸、1882年建設
- パラダイス学校、1875年建設
- プレスコット農園、1715年頃建設
- ホワイトホール、1729年建設
- ウィザビー学校、1900年建設

## 著名な出身者
- ジョージ・バークリー（別名バークリー司祭）、18世紀のアングロ・アイルランド系哲学者、非物質論の学説で知られた。ミドルタウンに住んだ
- ニコラス・ケイジ、俳優、映画監督、ミドルタウンにある24,000平方フィート (2,200 m²) の家はロードアイランド州で最も高価な住宅とされている
- チャーリー・デイ、俳優、『パシフィック・リム (映画)』などに出演、ミドルタウンで育った
- ジョン・ヒューストン、映画監督、脚本家、俳優、『赤い風車』、『キー・ラーゴ』を監督、 1948年の『黄金』でアカデミー賞。1987年にミドルタウンで死んだ

## 大衆文化の中で
- 2012年のロマンス映画『Celeste and Jesse Forever』は州内の数か所で撮影された。特にタッカーマン・アベニュー近くのサチュースト湾岸が著名[4]